# Maxantonia pudica
Maxantonia pudica is een halfvleugelig insect uit de familie schuimcicaden (Cercopidae). De wetenschappelijke naam van deze soort is voor het eerst geldig gepubliceerd in 1987 door Carvalho & Sakakibara.